# Mistrovství Československa v atletice 1970
Mistrovství Československa mužů a žen v atletice 1970 v kategoriích mužů a žen se konalo 12. září a 13. září v Ostravě.

## Medailisté

### Muži
| Soutěž        | Zlato                                                                        | Stříbro                                                            | Bronz                                                                           |
| 100 m         | Luděk Bohman 10.4                                                            | Petr Utěkal 10.6                                                   | Imrich Pivarník 10.7                                                            |
| 200 m         | Jiří Kynos 21.0                                                              | Luděk Bohman 21.1                                                  | Ladislav Kříž 21.3                                                              |
| 400 m         | Tomáš Jungwirth 47.7                                                         | Jiří Ryba 47.7                                                     | Karel Šoch 48.3                                                                 |
| 800 m         | Jozef Plachý 1:47.1                                                          | Antonín Štrupl 1:50.4                                              | Ján Šišovský 1:50.6                                                             |
| 1500 m        | Pavel Pěnkava 3:43.2                                                         | Petr Bláha 3:44.6                                                  | Josef Horčic 3:45.5                                                             |
| 5000 m        | Václav Bufka 14:22.6                                                         | Stanislav Petr 14:22.8                                             | Stanislav Hoffman 14:22.8                                                       |
| 10 000 m      | Václav Mládek 29:37.2                                                        | Vladimír Balšánek 29:44.0                                          | Jan Bejček 30:00.0                                                              |
| 110 m př.     | Lubomír Nádeníček 14.1                                                       | František Slavotínek 14.4                                          | Ivan Sedláček 14.4                                                              |
| 400 m př.     | Miroslav Kodejš 52.3                                                         | František Mandlík 52.4                                             | Miroslav Hruš 53.1                                                              |
| 3000 m př.    | Petr Holas 8:51.2                                                            | Petr Havel 8:52.2                                                  | František Bartoš 8:53.8                                                         |
| 4 × 100 m     | Karel Hock Dionýz Szögedi Jiří Kynos Jan Slanina Dukla Praha 41.2            | Petr Čech Milan Hirsch Josef Čeliš Luděk Bohman Slavia Praha 41.5  | Václav Štefek Ladislav Kříž Jiří Cunda Vlastimil Hoferek VŽKG Vítkovice 42.0    |
| 4 × 400 m     | Jaroslav Drábek Jan Petrlík Miroslav Mikyna Jiří Ryba Slavia VŠ Praha 3:16.1 | Ivan Filipi Ladislav Král Karel Šoch Jiří Bárta Dukla Praha 3:17.1 | Miloš Ráček Ján Šišovský Václav Tašek Karel Kučera Dukla Banská Bystrica 3:17.6 |
| Skok do výšky | Rudolf Baudis 209                                                            | Jaroslav Alexa 206                                                 | Ivan Macháček 206                                                               |
| Skok o tyči   | Jan Odvárka 480                                                              | Jiří Růžička 460                                                   | Karel Jelínek Jiří Petříček Rudolf Tomášek 450                                  |
| Skok daleký   | Václav Fišer 764                                                             | Pavol Tolnay 758                                                   | Jaroslav Brož 756                                                               |
| Trojskok      | Václav Fišer 16.23                                                           | Jan Broda 16.09                                                    | Jiří Menšík 15.87                                                               |
| Vrh koulí     | Jaroslav Šmíd 18.65                                                          | Miroslav Janoušek 18.37                                            | Jaroslav Brabec 18.29                                                           |
| Hod diskem    | Jaroslav Vidrna 55.74                                                        | Petr Macák 51.74                                                   | Karel Prouza 51.62                                                              |
| Hod kladivem  | Jaroslav Hájek 61.46                                                         | Jaroslav Koukal 60.14                                              | Karel Mužíček 59.16                                                             |
| Hod oštěpem   | Miloš Vojtek 79.18                                                           | Jaroslav Halva 77.68                                               | Andrej Hunčík 75.82                                                             |
| 20 km chůze   | Alexander Bílek 1:29:14.8                                                    | Alfréd Zedník 1:30:47.8                                            | Josef Macek 1:31:51.4                                                           |
| Desetiboj     | Petr Krátký 7314 bodů                                                        | Luděk Pernica 7096 bodů                                            | Jan Neckář 7070 bodů                                                            |

### Ženy
| Soutěž        | Zlato                                                                                                   | Stříbro                                                                                           | Bronz                                                                                  |
| 100 m         | Jitka Birnbaumová-Potrebuješová 11.6                                                                    | Jana Veverková-Šmerdová 11.9                                                                      | Vlasta Seifertová 12.0                                                                 |
| 200 m         | Jana Veverková-Šmerdová 24.4                                                                            | Vlasta Seifertová 24.7                                                                            | Marta Olbrichová 25.0                                                                  |
| 400 m         | Libuše Macounová 56.8                                                                                   | Marie Kejnarová 57.3                                                                              | Libuše Suchánková 58.0                                                                 |
| 800 m         | Marie Otová-Brabcová 2:09.1                                                                             | Marie Pospíšilová 2:11.8                                                                          | Ľudmila Lovečková 2:12.4                                                               |
| 1500 m        | Marie Pospíšilová 4:35.5                                                                                | Jarmila Hradecká 4:36.5                                                                           | Naděžda Varcabová 4:37.4                                                               |
| 100 m př.     | Milena Piáčková 14.0                                                                                    | Věra Slavičová 14.2                                                                               | Jindřiška Krchová 14.5                                                                 |
| 200 m př.     | Jitka Birnbaumová-Potrebuješová 27.5                                                                    | Vlasta Seifertová 27.7                                                                            | Milena Piáčková 27.9                                                                   |
| 4 × 100 m     | Eva Putnová Zuzana Glosová Slavěna Procházková Jana Veverková-Šmerdová Zbrojovka Brno 47.4              | Milena Piáčková Marta Olbrichová Marie Otová-Brabcová Božena Navrátilová TJ Gottwaldov 48.2       | Ľubica Vašutová Mária Devínska Iveta Šatanková Libuša Kladeková Slovan Bratislava 48.9 |
| 4 × 400 m     | Dobroslava Žáková Hana Fischerová-Blechtová Magdalena Kurdelová Jarmila Hradecká Slavia VŠ Praha 3:54.2 | Bohumila Bednářová Renata Vaculová-Prokopová Jana Bártová Svatava Hořínková VŽKG Vítkovice 3:56.3 | Taťána Fingerová Olga Šmídová Hana Soumarová Věra Mertlíková ODPM Náchod 3:59.2        |
| Skok do výšky | Milada Karbanová 181                                                                                    | Miloslava Hübnerová 174                                                                           | Alena Prosková 171                                                                     |
| Skok daleký   | Libuša Kladeková 601                                                                                    | Mária Devínska 595                                                                                | Galina Kudrnová 584                                                                    |
| Vrh koulí     | Helena Fibingerová 16.41                                                                                | Vladimíra Srbová 15.00                                                                            | Marie Stříbrská 14.96                                                                  |
| Hod diskem    | Marie Stříbrská 53.68                                                                                   | Marie Šimánková-Boušková 52.48                                                                    | Vladimíra Srbová 51.50                                                                 |
| Hod oštěpem   | Marie Slováková 49.54                                                                                   | Jana Sedláčková 48.62                                                                             | Emilie Filová 48.42                                                                    |
| Pětiboj       | Jitka Birnbaumová-Potrebuješová 4592 bodů                                                               | Miroslava Březíková 4393 bodů                                                                     | Anna Ihringová 4016 bodů                                                               |